# スペウシッポス

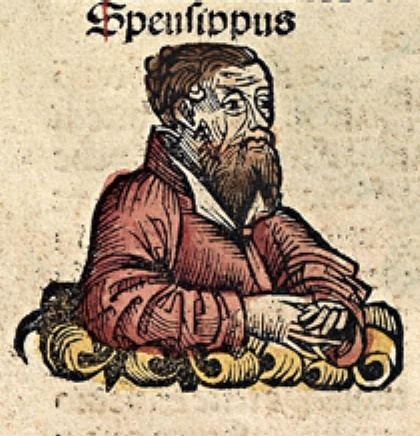
想像で描かれたスペウシッポス（ニュルンベルク年代記）

スペウシッポス（古希: Σπεύσιππος、英: Speusippus、紀元前407年頃 - 紀元前339年）は、古代ギリシア・アテナイの哲学者、数学者。アテナイにアカデメイアを開いたプラトンの甥（プラトンの姉妹ポトネの息子）で、プラトンの死後、紀元前347年から紀元前339年にかけて第2代アカデメイア学頭を務めたことで知られる。
アリストテレスが述べた「今の人々にとっては数学的諸学が哲学であることになってしまった」と言う言葉はスペウシッポスに向けたものだと言われ、スペウシッポスがプラトンの後を継いで第2代アカデメイアの学頭になるとアリストテレスはアカデメイアを去ってしまった。
プラトンはイデア論を唱えていたものの、スペウシッポスが学頭になるとイデア論を排除し、プラトン主義とピタゴラス学派の調和を試みたが、数学的対象を第一義的な実在と解する点など、プラトン主義を離れてピタゴラス学派や数論へ傾倒したためにアリストテレスはアカデメイアを離れたとされる。
スペウシッポスの主張には、倫理学に於いて快楽はそれ自体悪であると説いたりしたが、現存するスペウシッポスの著作は断片的である。
晩年は身体的麻痺に苦しみ、中風で亡くなったと言われる。アカデメイアの学頭は第3代のクセノクラテスに引き継がれた。